# Schaatsen op de Olympische Winterspelen 2018 - Massastart vrouwen
De massastart vrouwen op de Olympische Winterspelen 2018 in Pyeongchang werd op zaterdag 24 februari 2018 in de Gangneung Science Oval in Gangneung, Zuid-Korea verreden. Dit was de eerste keer dat de massastart op de Olympische Spelen werd verreden. De Japanse Nana Takagi was de eerste die goud wist te winnen op dit onderdeel.

## Tijdschema
| Datum       | Lokale tijd | MET   | Ronde         |
| ----------- | ----------- | ----- | ------------- |
| 24 februari | 20:00       | 12:00 | Halve finales |
| 24 februari | 21:30       | 13:30 | Finale        |

## Uitslag

### Halve finale 1
| Rang | Naam                   | Land | Ronden | Spr. 1 | Spr. 2 | Spr. 3 | Eindsprint | Punten | Tijd    |
| ---- | ---------------------- | ---- | ------ | ------ | ------ | ------ | ---------- | ------ | ------- |
| 1    | Francesca Lollobrigida | ITA  | 16     | 3      |        | 5      | 60         | 68     |         |
| 2    | Dan Guo                | CHN  | 16     |        |        | 3      | 40         | 43     |         |
| 3    | Keri Morrison          | CAN  | 16     | 1      |        |        | 20         | 21     |         |
| 4    | Irene Schouten         | NED  | 16     |        | 5      |        |            | 5      | 8.54,94 |
| 5    | Nana Takagi            | JPN  | 16     | 5      |        |        |            | 5      | 8.55,14 |
| 6    | Kim Bo-reum            | KOR  | 16     |        | 3      | 1      |            | 4      |         |
| 7    | Mia Manganello         | USA  | 16     |        | 1      |        |            | 1      |         |
| 8    | Marina Zoejeva         | BLR  | 16     |        |        |        |            | 0      | 8.54,38 |
| 9    | Elena Møller-Rigas     | DEN  | 16     |        |        |        |            | 0      | 8.54,39 |
| 10   | Laura Gomez            | COL  | 16     |        |        |        |            | 0      | 8.54,99 |
| 11   | Magdalena Czyszczoń    | POL  | 16     |        |        |        |            | 0      | 8.56,66 |
| 12   | Ramona Härdi           | SUI  | 4      |        |        |        |            | 0      | 2.49,59 |

### Halve finale 2
| Rang | Naam                       | Land | Ronden | Spr. 1 | Spr. 2 | Spr. 3 | Eindsprint | Punten | Tijd    |
| ---- | -------------------------- | ---- | ------ | ------ | ------ | ------ | ---------- | ------ | ------- |
| 1    | Nikola Zdráhalová          | CZE  | 16     |        |        |        | 60         | 60     |         |
| 2    | Annouk van der Weijden     | NED  | 16     |        |        |        | 40         | 40     |         |
| 3    | Li Dan                     | CHN  | 16     | 3      | 1      |        | 20         | 24     |         |
| 4    | Claudia Pechstein          | GER  | 16     |        | 5      |        |            | 5      | 8.35,58 |
| 5    | Heather Richardson-Bergsma | USA  | 16     | 5      |        |        |            | 5      | 8.38,19 |
| 6    | Francesca Bettrone         | ITA  | 16     |        |        | 5      |            | 5      | 8.38,69 |
| 7    | Saskia Alusalu             | EST  | 16     |        | 3      |        |            | 3      | 8.35,59 |
| 8    | Luiza Złotkowska           | POL  | 16     |        |        | 3      |            | 3      | 9.08,41 |
| 9    | Park Ji-woo                | KOR  | 16     |        |        | 1      |            | 1      | 8.33,43 |
| 10   | Ivanie Blondin             | CAN  | 16     | 1      |        |        |            | 1      | 8.53,92 |
| 11   | Tatjana Michajlova         | BLR  | 16     |        |        |        |            | 0      | 8.33,93 |
| 12   | Ayano Sato                 | JPN  | 8      |        |        |        |            | 0      |         |

| Legenda kleuren in de tabellen |
| ------------------------------ |
| Geplaatst voor finale          |
| Uitgeschakeld                  |

### Finale
| Rang   | Naam                       | Land | Ronden | Spr. 1 | Spr. 2 | Spr. 3 | Eindsprint | Punten | Tijd    |
| ------ | -------------------------- | ---- | ------ | ------ | ------ | ------ | ---------- | ------ | ------- |
| Goud   | Nana Takagi                | JPN  | 16     |        |        |        | 60         | 60     |         |
| Zilver | Kim Bo-reum                | KOR  | 16     |        |        |        | 40         | 40     |         |
| Brons  | Irene Schouten             | NED  | 16     |        |        |        | 20         | 20     |         |
| 4      | Saskia Alusalu             | EST  | 16     | 5      | 5      | 5      |            | 15     |         |
| 5      | Li Dan                     | CHN  | 16     | 3      | 3      |        |            | 6      |         |
| 6      | Marina Zoejeva             | BLR  | 16     |        |        | 3      |            | 3      |         |
| 7      | Francesca Lollobrigida     | ITA  | 16     | 1      |        |        |            | 1      | 8.33,30 |
| 8      | Nikola Zdráhalová          | CZE  | 16     |        |        | 1      |            | 1      | 8.41,35 |
| 9      | Luiza Złotkowska           | POL  | 16     |        | 1      |        |            | 1      | 8.47,34 |
| 10     | Dan Guo                    | CHN  | 16     |        |        |        |            | 0      | 8.33,90 |
| 11     | Heather Richardson-Bergsma | USA  | 16     |        |        |        |            | 0      | 8.35,80 |
| 12     | Keri Morrison              | CAN  | 16     |        |        |        |            | 0      | 8.41,38 |
| 13     | Claudia Pechstein          | GER  | 16     |        |        |        |            | 0      | 8.41,45 |
| 14     | Annouk van der Weijden     | NED  | 16     |        |        |        |            | 0      | 8.42,19 |
| 15     | Mia Manganello             | USA  | 16     |        |        |        |            | 0      | 8.54,40 |
| 16     | Francesca Bettrone         | ITA  | 16     |        |        |        |            | 0      | 9.04,82 |

2018 ·
2022